# Astrostole multispina
Astrostole multispina är en sjöstjärneart som beskrevs av A.M. Clark 1950. Astrostole multispina ingår i släktet Astrostole och familjen trollsjöstjärnor. Inga underarter finns listade i Catalogue of Life.